# Gymnopus exsculptus
Gymnopus exsculptus är en svampart som först beskrevs av Elias Fries, och fick sitt nu gällande namn av J.L. Mata 2006. Gymnopus exsculptus ingår i släktet Gymnopus och familjen Marasmiaceae.   Inga underarter finns listade i Catalogue of Life.